# Zofia Rzeczycka-Wykowska
Zofia Rzeczycka-Wykowska (ur. 15 września 1899 w Kijowie, zm. 24 stycznia 1975 w Lublinie) – lekarka, sanitariuszka powstańcza.

## Biografia
Urodziła się 15 września 1899 w Kijowie. Studiowała medycynę w Warszawie. Była zaangażowana w ruch harcerski. W 1919 działała w kijowskim harcerstwie, które było ściśle podporządkowane KN POW.
W czasie wojny polsko-bolszewickiej była kierowniczką herbaciarni żołnierskiej na dworcu kolejowym w Kijowie. 15 czerwca 1921, w końcowej fazie III powstania śląskiego, przybyła na Górny Śląsk. Pełniła obowiązki lekarza 4 baonu 2 Zabrskiego Pułku Piechoty im. Tadeusza Kościuszki kpt. Pawła Cymsa. Ze względu na nieukończone studia medyczne zwana była podobnie jak dwie inne koleżanki, Maria Zdziarska-Zaleska i Wanda Baraniecka-Szaynok, „podlekarką”.
Dyplom doktora wszech nauk lekarskich uzyskała w 1923 w Warszawie. W okresie międzywojennym mieszkała w Pionkach, w województwie kieleckim. Pracowała w Państwowej Wytwórni Prochu. Należała do Głównego Wydziału Zdrowia ZHP.
Od 1944 przebywała w Zamościu. Po II wojnie światowej mieszkała w Lublinie, gdzie zmarła w 24 stycznia 1975.

## Upamiętnienie
Była bohaterką wystawy „Zapomniane bohaterki – lekarki w służbie medycznej w powstaniach śląskich”.